# Orfelia angulata
Orfelia angulata är en tvåvingeart som beskrevs av Mitsuhiro Sasakawa 1994. Orfelia angulata ingår i släktet Orfelia och familjen platthornsmyggor. Inga underarter finns listade i Catalogue of Life.